# Cryptophagus corticinus
Cryptophagus corticinus là một loài bọ cánh cứng trong họ Cryptophagidae. Loài này được Thomson miêu tả khoa học năm 1867.